# Akihiro Yamada
Pour les articles homonymes, voir Yamada.
Akihiro Yamada (山田章博, Yamada Akihiro) est un dessinateur japonais né le 10 février 1957 dans la préfecture de Kōchi, sur l'île de Shikoku au Japon.
Il est connu comme mangaka (Lodoss, la dame de Falis), illustrateur (Les 12 Royaumes) ou concepteur de personnages (RahXephon).

## Biographie
Il est né le 10 février 1957  à Kōchi dans la préfecture de Kōchi, sur l'île de Shikoku, au Japon.
Il se rend à Kyōto et suis une formation académique "peintures japonaises traditionnelles" à l'université des beaux-arts.
Character designer sur RahXephon, il illustre des romans japonais comme Les 12 royaumes de Fuyumi Ono ou des mangas comme Lodoss, la dame de Falis de Ryo Mizuno.
En 2002, il réalise le manga Beast of East.

## Œuvres

### Manga
- 1981 : Padan Padan (ぱだんぱだん?) ; publié dans le volume spécial Aran[3] n°3 du magazine OUT (月刊OUT?)[5].
- 1983 : Bamboo House (バンブーハウス?) ; 1 volume publié chez Tokyo Sanseisha[BU 1].
- 1984 : Hyakka Teien no Higeki (百花庭園の悲劇?) ; 1 volume publié chez Shinshokan, puis chez Shinsouban et Gentosha[BU 2].
- 1985 : Cafe de Machinicalis (カフェ・ド・マキニカリス?) ; 1 volume publié chez Tokyo Sanseisha[BU 3].
- 1986 : Last Continent (ラストコンチネント?) pré-publié dans le magazine Gekkan WHAT ; 2 volumes publiés chez Tokyo Sanseisha, puis Nihon Editors et Gentousha[BU 3].
- 1988 : Yume no Hakubutsushi (夢の博物誌?) ; 2 volumes publiés chez Tokyo Sanseisha[BU 4].
- 1989 : Red Magic Detective Group (紅色魔術探偵団, Beniiro Majutsu Tanteidan?) ; 1 volume publié chez Gakken Kenkyuusha[BU 5].
- 1991 : Oboro tanteichō (おぼろ探偵帖?, les carnets du détective de l’ombre) ; 1 volume publié chez Tokyo Sanseisya, puis Nihon Editors[BU 6].
- 1998 : Beast of East - Touhou Memairoku (BEAST of EAST~東方眩暈錄~?) pré-publié dans le magazine Comic Birz ; 4 volumes publiés chez Gentosha, puis Scholar[BU 7].
- 2001 : Record of Lodoss War: Lady of Pharis (ロードス島戦記―ファリスの聖女, Lodoss Tousenki - Pharis no Seijo?) pré-publié dans le magazine The Sneaker ; 2 volumes publiés chez Kadokawa, puis en Kanzenban en 2015[BU 8].
- 2016 : Spiritualism (Shinreijutsu?) ; 1 volume[BU 9].

### Illustrateur
- 1992 : Les 12 Royaumes (十二国記, Jūni Kokuki?) (scénario de Fuyumi Ono) ; 12 volumes publiés chez Kodansha, republié chez Shinchousha[BU 10].
- 1991 : RahXephon (ラーゼフォン?) (scénario de Hiroshi Ōnogi) ; 5 volumes publiés chez Media Factory[BU 11].

### Jeu vidéo
- 1990 : Black Rainbow (PC-98) - Cover Art, Character Designer
- 1992 : Black Rainbow II (PC-98) - Cover Art, Character Designer
- 1993 :
  - Might and Magic III: Isles of Terra (PC Engine) - Cover Art (Japanese Ver.)
  - Ancient Magic バズー!魔法世界 (Super Famicom) - Cover Art, Character Designer
  - Gaiapolis 黄金鷹の剣 (Arcade) - Promotional Art
  - Wizardry I・II (PC Engine) - Cover Art
- 1994 :
  - Wizardry III・IV (PC Engine) - Cover Art
  - 疾風魔法大作戦 Kingdom Grandprix (Arcade, Sega Saturn) - Cover Art (Sega Saturn release), Character Designer
- 1995 :
  - Mystic Ark (Super Famicom) - Cover Art, Character Designer
  - 悪魔城ドラキュラXX (Super Famicom) - Cover Art, Character Designer
- 1996 : Terra Phantastica (Sega Saturn) - Cover Art, Character Designer
- 1997 : Milandra (Super Famicom) - Cover Art
- 1999 :
  - Front Mission 3 (PlayStation) - Character Designer
  - Mystic Ark まぼろし劇場 (PlayStation) - Cover Art, Character Designer
  - Meremanoid (PlayStation) - Cover Art, Character Designer
  - 西遊記 (PlayStation) - Cover Art, Character Designer
- 2017 : Fire Emblem Heroes (Android, iOS) - Character Designer (Jagen, Ogma, Zephiel, Gunter, Bantu, Mila)

### Exposition
- 1995 : Musée d’Art moderne de Shiga.
- 2011 : Musée international du Manga de Kyoto[6]

## Récompenses
- 1996 : Seiun Award for Best Art[7]

## Sources
- (en) Cet article est partiellement ou en totalité issu de l’article de Wikipédia en anglais intitulé « Akihiro Yamada » (voir la liste des auteurs).